# Gwatemala na Letnich Igrzyskach Olimpijskich 1984
Gwatemalę na Letnich Igrzyskach Olimpijskich 1984 reprezentowało 24 zawodników: 20 mężczyzn i 4 kobiety. Był to 7. start reprezentacji Gwatemali na letnich igrzyskach olimpijskich.

## Skład kadry

### Boks
Mężczyźni
- Carlos Motta – waga ekstralekka - 5. miejsce

### Jeździectwo
Mężczyźni
- Oswaldo Méndez – skoki przez przeszkody - niesklasyfikowany

### Kolarstwo
Mężczyźni
- Max Leiva – wyścig na czas, 1000 metrów - 16. miejsce

### Lekkoatletyka
Mężczyźni
- Emilio Samayoa

100 metrów - odpadł w eliminacjach
200 metrów - odpadł w eliminacjach
- Alberto López

400 metrów - odpadł w eliminacjach
800 metrów - odpadł w eliminacjach
- Hugo Allan García

1500 metrów - odpadł w eliminacjach
3000 metrów - odpadł w eliminacjach
- José Víctor Alonzo

Chód 20 km - 34. miejsce
Chód 50 km - 17. miejsce
- Ángel Díaz

Dziesięciobój - 24. miejsce
Kobiety
- Christa Schumann-Lottmann

100 metrów - odpadła w ćwierćfinałach
200 metrów - odpadła w ćwierćfinałach
- Zonia Meigham

400 metrów - odpadła w eliminacjach
800 metrów - odpadła w eliminacjach

### Pływanie
Mężczyźni
- Rodrigo Leal

100 metrów st. dowolnym - 58. miejsce
200 metrów st. dowolnym - 51. miejsce
- Ernesto José Degenhart

100 metrów st. dowolnym - 60. miejsce
100 metrów st. grzbietowym - 33. miejsce
200 metrów st. grzbietowym - 39. miejsce
- Roberto Granados

200 metrów st. dowolnym - 50. miejsce
100 metrów st. motylkowym - 45. miejsce
200 metrów st. motylkowym - 33. miejsce
200 metrów st. zmiennym - 38. miejsce
- Fernando Marroquin

100 metrów st. klasycznym - 44. miejsce
200 metrów st. klasycznym - 40. miejsce
- Rodrigo Leal, Fernando Marroquin, Roberto Granados, Ernesto José Degenhart – 4 × 100 metrów st. dowolnym - 21. miejsce
- Ernesto José Degenhart, Fernando Marroquin, Roberto Granados, Rodrigo Leal – 4 × 100 metrów st. zmiennym - 19. miejsce

### Podnoszenie ciężarów
Mężczyźni
- Nery Minchez – waga kogucia - 19. miejsce
- Antulio Delgado – waga lekka - niesklasyfikowany

### Strzelectwo
Mężczyźni
- Carlos Silva – ruchomy cel, 50 m - 16. miejsce
- Arturo Iglesias – ruchomy cel, 50 m - 18. miejsce
- Francisco Romero Arribas – skeet - 19. miejsce
- Mario-Oscar Zachrisson – skeet - 58. miejsce

### Wioślarstwo
Mężczyźni
- Edgar Nanne – jedynki - odpadł w ćwierćfinałach

### Żeglarstwo
Mężczyźni
- Juan Maegli – Finn - 19. miejsce